# کتاب راوی
کتاب‌های راوی مجموعه کتاب‌هایی راجع به جنگ ایران و عراق از جعفر شیرعلی نیا و سعید زاهدی است که در سال ۱۳۸۸ منتشر و در مراسم کتاب سال جمهوری اسلامی ایران به‌عنوان کتاب برگزیده معرفی شد.